# Сертич, Марк
Марк Сертич (англ. Mark Sertich, 18 июля 1921, Дулут, Миннесота — 24 августа 2020, там же) — американский хоккеист, внесенный в Книгу рекордов Гиннесса как старейший действующий игрок в хоккей в мире.

## Биография
Марк появился на свет 18 июля 1921 года в городе Дулут штата Миннесота. Его родители были выходцами из Югославии, хорватами по национальности. С хоккеем он впервые познакомился в возрасте 10 лет.

Первоначально он выступал без коньков, позже выиграв их в качестве утешительного приза за второе место на одном из конкурсов.
Позже в одном из интервью он вспоминал: «Вначале я играл в хоккей без коньков, в те времена считалось удачей, если родители могли купить тебе хотя бы клюшку».
Окончив школу, Сертич устроился на работу.
Его отец умер, и поэтому ему пришлось обеспечивать свою семью.
В 1942 году был призван в ряды ВС США, участвовал в сражениях Второй мировой войны и был одним из тех, кто освобождал концлагерь Маутхаузен в Австрии.
После войны Марк довольно быстро приспособился к мирной жизни — вернулся на работу офис-менеджером, а в свободное время стал развивать хоккей в родном Дулуте.
Он организовал строительство открытого хоккейного катка — выбивал у чиновников деньги на покупку стройматериалов, готовил все необходимые документы.
Новый каток стал центром притяжения для местной детворы, Сертич создал детскую хоккейную команду и тренировал её долгие годы, а также бессменно возглавлял Ассоциацию любительского хоккея Дулута.

## Карьера
Несмотря на любовь к хоккею, Марк никогда не выступал на профессиональном уровне. До 30 лет он не отличался особым здоровьем.
Затем он решил круто изменить свою жизнь, отказавшись от использования автомобиля и начав ходить пешком. Позже он принял решение участвовать в различных марафонах и забегах, не изменяя себе до достижения 90 лет.
В возрасте 60 лет он попал в любительский клуб, организованный работниками городской пожарной части, собиравшийся на матчи пять дней в неделю.
Серти — так любя называли его в команде, — конечно, уступал в скорости более молодым игрокам, но брал своё отличным хоккейным чутьём и умением открываться под бросок.

По его подсчётам, за жизнь он забросил не меньше 10 тысяч шайб.
«Партнёры всегда делают мне передачи на гол. Иногда даже становится стыдно, что я не забиваю ещё больше. Сложно объяснить мою любовь к хоккею, мне просто очень повезло, что я могу играть, это лучшее, что есть в моей жизни. Кажется, я играю всю жизнь. Когда задумываюсь о своём возрасте, то говорю себе: „Мне 59, а не 95“. Просто переставляю цифры, так приятнее», — рассказывал Серти.
Неутомимый дедушка неоднократно становился героем телевизионных сюжетов и газетных публикаций как на федеральном уровне. так и на уровне штата.
Когда ему исполнилось 90, «Миннесота» пригласила его на просмотр.

Сертич провёл тренировку с командой и даже забил пару голов.
«С НХЛ у меня не сложилось, не смогли договориться по зарплате», — шутил он.
В возрасте 87 лет он официально стал старейшим хоккеистом мира, а в 93 года вошёл в Книгу рекордов Гиннесса.
Из всех детей Марка стать профессиональным спортсменом удалось только Энди, несколько лет проведшему в составе «Питтсбург Пингвинз», загребского «Медвешчака» и национальной сборной Хорватии.

## Смерть
В возрасте 99 лет врачи обнаружили у Марка рак печени. Он не унывал и планировал сыграть в хоккей на свое 100 — летие. Через несколько недель после этого, 24 августа 2020 года, у него случился инсульт, в результате которого он скончался в собственном доме в окружении родных и близких. Искренние соболезнования в связи с кончиной Сертича выразил официальный представитель Федерации хоккея США. Свой последний матч хоккеист провел в июле 2020 года.